# Соматический эмбриогенез

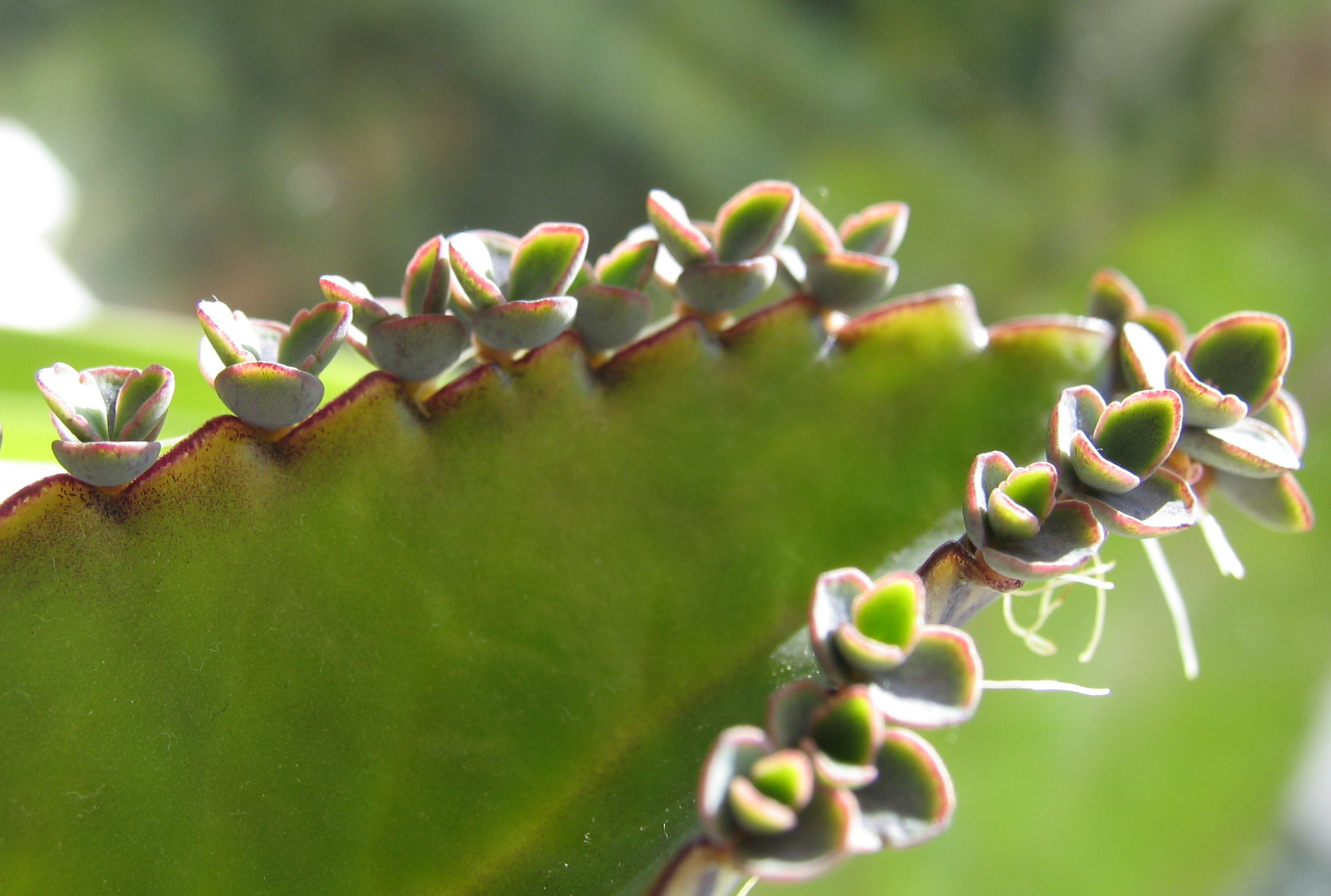
Размножение Kalanchoe daigremontiana (выводковые почки с корнями)

Kalanchoe daigremontiana: выводковая почка крупным планом

Сомати́ческий эмбриогене́з — это процесс, лежащий в основе вегетативного размножения, в ходе которого из соматической клетки образуются тотипотентные клетки, дающие начало образованию нового организма без полового процесса. Наиболее ярким примером проявления соматического эмбриогенеза является образование выводковых почек — специализированных почек, которые опадают со взрослого растения и дают начало новым растениям. Например виды рода Каланхое (Crassulaceae) размножаются бесполым путем, образуя проростки по краям листьев.
Развитие биотехнологических методов с использованием соматического эмбриогенеза позволили использовать его как эффективный метод быстрого масштабного размножения «элитных» сортов растений, например клонировать самые лучшие гибриды кофе.
Соматический эмбриогенез в неэмбриогенных каллусных клетках инициируется различными факторами, такими как компоненты среды, в которой их культивируют, и внешние сигналы, такие как свет и температура. В результате такой инициации клетки с эмбриогенным потенциалом дифференцируются в эмбриогенные каллусные клетки — поляризованные клетки, которые начинают формировать шарообразную структуру.
У двудольных растений частоту образования из каллуса зародышей повышает сверхэкспрессия гена BABY BOOM (BBM), но не до такой же степени эффективности, как у однодольных.
Молекулярные механизмы, лежащие в основе этого явления, до настоящего времени плохо изучены. Известно только что решающую роль в соматическом эмбриогенезе у растений играет фитогормон ауксин, вызывая тотипотентное состояние клетки.
Сравнение транскриптомов показало, что эмбриогенез из зиготы и из соматической клетки может идти по разным путям, и соматический эмбриогенез имеет характер экспрессии генов, больше похожий на прорастающие семена. Важную роль на ранних стадиях соматического эмбриогенеза играет деметилирование ДНК.